# Xayacatlán de Bravo
Xayacatlán de Bravo är en kommunhuvudort i Mexiko.   Den ligger i kommunen Xayacatlán de Bravo och delstaten Puebla, i den sydöstra delen av landet, 180 km sydost om huvudstaden Mexico City. Xayacatlán de Bravo ligger 1 251 meter över havet och antalet invånare är 1 156.
Terrängen runt Xayacatlán de Bravo är huvudsakligen kuperad. Xayacatlán de Bravo ligger nere i en dal. Runt Xayacatlán de Bravo är det ganska tätbefolkat, med 75 invånare per kvadratkilometer. Närmaste större samhälle är Acatlán de Osorio, 8,6 km väster om Xayacatlán de Bravo. I omgivningarna runt Xayacatlán de Bravo växer huvudsakligen savannskog.